# IJCAI Computers and Thought Award
Le IJCAI Computers and Thought Award est un prix décerné tous les deux ans par la International Joint Conference on Artificial Intelligence (IJCAI) ; il récompense de jeunes scientifiques exceptionnels en intelligence artificielle . Il a été financé à l'origine avec les droits d'auteurs du livre Computers and Thought (édité par Edward Feigenbaum et Julian Feldman), et il est actuellement financé par l'IJCAI.
Il est considéré comme « le prix principal pour les chercheurs en intelligence artificielle de moins de 35 ans ».

## Lauréats
- Terry Winograd (1971)
- Patrick Winston (1973)
- Chuck Rieger (1975)
- Douglas Lenat (1977)
- David Marr (1979)
- Gérald Sussman (1981)
- Tom Mitchell (1983)
- Hector Levesque (1985)
- Johan de Kleer (1987)
- Henry Kautz (1989)
- Rodney Brooks (1991)
- Martha E. Pollack (1991)
- Hiroaki Kitano (1993)
- Sarit Kraus (1995)
- Stuart Russell (1995)
- Leslie Kaelbling (1997)
- Nicholas Jennings (1999)
- Daphné Koller (2001)
- Tuomas Sandholm (2003)
- Peter Stone (2007)
- Carlos Guestrin (2009)
- Andrew Ng (2009)
- Vincent Conitzer (2011)
- Malte Helmert (2011)
- Kristen Grauman (2013)
- Ariel D. Procaccia (2015)
- Percy Liang (2016) pour ses contributions à la fois à l'approche d'analyse sémantique de la compréhension du langage naturel et à de meilleures méthodes d'apprentissage des modèles à variables latentes, parfois avec une supervision faible, en apprentissage automatique.[3]
- Devi Parikh (2017)
- Stefano Ermon (2018)
- Guy Van den Broeck (2019) pour ses contributions à l'intelligence artificielle statistique et relationnelle et à l'étude de la traitabilité dans l'apprentissage et le raisonnement.[4]
- Piotr Skowron (2020) pour ses contributions sur le choix social informatique et à la théorie des élections de commissions.